# 1964년 뉴욕 영화 비평가 협회상
제30회 뉴욕 영화 비평가 협회상은 1964년 영화를 대상으로 하는 시상식이다.

## 수상 및 후보

### 작품상
- 마이 페어 레이디

### 감독상
- 닥터 스트레인지러브 - 스탠리 큐브릭 수상

### 각본상
- 하인 - 해롤드 핀터 수상

### 여우주연상
- 비 오는 오후의 음모 - 킴 스탠리 수상

### 남우주연상
- 마이 페어 레이디 - 렉스 해리슨 수상

### 외국영화상
- 리오에서 온 사나이

### 특별상
- To be alive!